# Демократическая партия Японии
Демократическая партия Японии (яп. 民主党) — бывшая политическая партия в Японии, основанная в 1998 году слиянием нескольких оппозиционных партий и влившаяся в новую Демократическую партию в 2016 году. Не путать с ныне не существующей Демократической партией Японии, которая в 1955 году слилась с Либеральной партией и образовала Либерально-демократическую партию.
Возникнув в результате слияния левоцентристских и правоцентристских партий, Демократическая партия Японии придерживается идеи социал-либерализма. В её составе присутствуют персоналии и фракции, перешедшие как из консервативных (Сакигакэ), так и из левоцентристских (Демократическая социалистическая и Социал-демократическая) партий.

## Победа на выборах 2009 года
Демократическая партия после выборов 2009 года заняла большинство мест, как в палате представителей, так и в палате советников, в результате чего составляющая основу правящей долгое время коалиции Либерально-демократическая партия вынуждена была уступить ей право формировать кабинет.
16 сентября 2009 председатель партии Юкио Хатояма сформировал правительство Японии. Хотя Демократическая партия обладала достаточным количеством голосов для формирования однопартийного кабинета, тем не менее партия пошла на заключение коалиционного соглашения со значительно более мелкими партиями — Социал-демократической и Новой народной партией.
В декабре 2009 года Хатояма оказался замешан в коррупционном скандале, что послужило причиной падения его рейтинга, в начале июня 2010 года он ушёл в отставку. Демократическую партию и правительство возглавил Наото Кан.
По итогам выборов 11 июля 2010 года партия уменьшила своё представительство в Палате советников до 106 мест.
Кабинет Наото Кана и лично премьер-министр неоднократно обвинялись в малоэффективной деятельности по преодолению последствий разрушительного землетрясения и цунами 11 марта 2011 года. 30 августа 2011 года правительство Наото Кана ушло в отставку. Лидером Демократической партии и премьер-министром стал Ёсихико Нода.

## В оппозиции
В результате выборов в Палату представителей, прошедших 16 декабря 2012 года, партия потерпела сокрушительное поражение, потеряв 173 мандата и получив 57 мест. Знаменателен тот факт, что новосозданная партия бывшего губернатора Токио Синтаро Исихары, ранее не представленная в парламенте вовсе, завоевала 54 места, таким образом практически опередив демократов в роли основной оппозиционной партии. Это особенно болезненно воспринимается электоратом после ошеломляющей победы на парламентских выборах 2009 года, прервавшей полувековое «правление» Либерал-демократической партии. Провал предвыборной кампании также послужил причиной отставки экс-премьер-министра Японии и председателя партии — Ёсихико Ноды, который уступил данный пост Банри Кайэде (ранее занимавшему должность министра экономики, торговли и промышленности).
В 2016 году Демократическая партия Японии объединилась с Японской партией инноваций в Демократическую партию (яп. 民進党 минсинто:).